# Cami Salié
Le Cami Salié, (en béarnais Lo Camin Salièr prononcé : [lu kaˈmi saˈljɛɾ], litt. « chemin du sel ») est l'antique voie salière et grande voie commerciale traversant le piémont pyrénéen d’est en ouest, parallèlement à la vallée du gave de Pau, un peu plus au Nord.
L'histoire du Cami Salié est intimement liée à celle du sel de Salies-de-Béarn, un des sels les plus purs au monde. Dès le néolithique, le Cami Salié reliait Salies de Béarn à Salies-du-Salat, par la plaine du Pont-Long. Durant l'âge du Bronze et l’Antiquité, le chemin du sel permettait d'acheminer la marchandise vers Beneharnum, puis Pau. Cette voie menait sans doute au delà du Béarn vers Tarbes, puis et Toulouse. 
Produit réputé, le sel de Salies-de-Béarn a longtemps servi de monnaie d’échange, faisant l’objet d’un commerce par le Cami Salié vers Pau, puis via d'autres voie de communication vers Bayonne, Foix ou encore Toulouse. Le sel de Salies-de-Béarn est utilisé pour la préparation du jambon de Bayonne, spécialité des pays de l'Adour. 
Le Cami Salié, cette ancienne voie du sel était encore utilisée au XVe siècle, empruntée par les caravanes exploitant les salines du Béarn.  
Des vestiges du Cami Salié sont encore visibles en Béarn, et notamment à Pau où l'on trouve un boulevard du Cami Salié, dont le nom signifie donc littéralement boulevard du chemin du sel .  

## Histoire
Les travaux de Marcel Saule ont permis d'attester d'une importante production de sel à Salies-de-Béarn durant le Bronze final, l’Âge du fer et l’Antiquité.

### Préhistoire

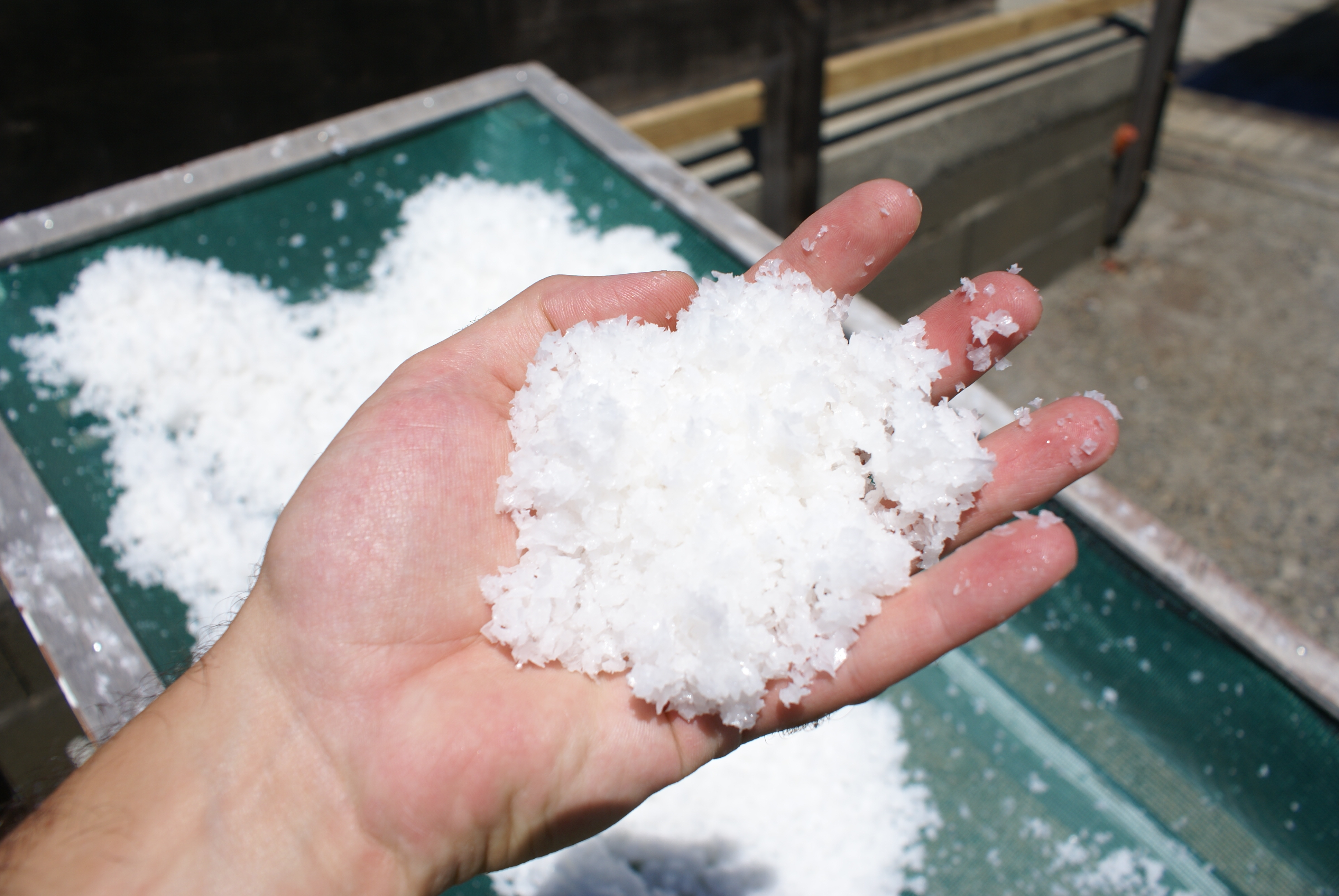
L'or blanc du Béarn

Le Cami Salié reproduit sans doute le tracé suivi depuis la préhistoire pour le transport du sel de Salies-de-Béarn, produit fondamental pour la vie pastorale.
Des vestiges ont été mis au jour à Lescar lors de la construction de l'A65 en 2010. Le Cami Salié est jalonné de tumulus.
Le Cami Salié est attesté dès 1500 av. J.-C.. Des tumulus datant de la phase IV du Groupe Pyrénéen du premier Âge du fer, soit vers 450 av. J.-C., ont été retrouvés à proximité de l'ancienne voie du sel. Une fibule a été trouvée dans l'urne funéraire d'une sépulture près du Cami-Salié à Lescar, près de Pau.
Le sel de Salies-de-Béarn est obtenu depuis l’Âge du bronze en chauffant l'eau de source salée dans des vases en céramique, brisés ensuite pour en extraire le sel, utilisé pour assurer la conservation des aliments et également comme épargne alimentaire.

### Antiquité

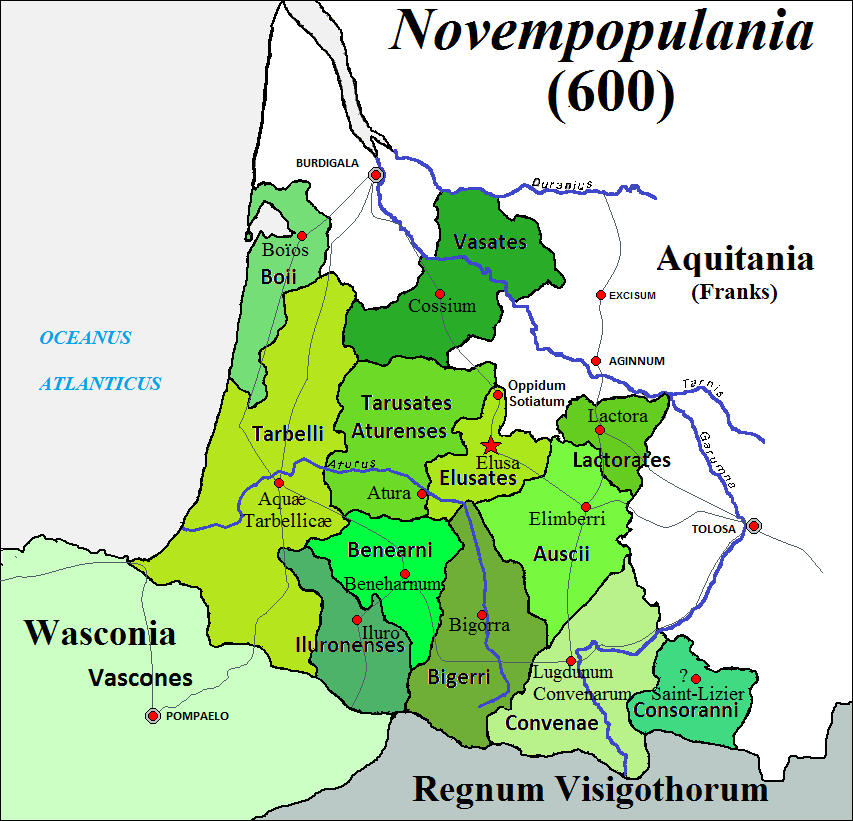
La Novempopulanie

Durant l’Antiquité, le commerce du sel se développe le long des voies romaines. A cette époque, le Sel de Salies-de-Béarn est déjà prisé et exporté via le Cami Salié vers le Béarn et le Pays basque, ainsi que dans l'ensemble de la Vasconie. 
À la suite de l'invasion romaine de la Novempopulanie, le Cami Salié croisait sans doute la via ab Caesaraugusta Beneharno, antique voie reliant Caesaraugusta à Beneharnum, connue uniquement par une description de l’Itinéraire d’Antonin. Le Cami-Salié devait également permettre de rejoindre la via Aquitania et la voie romaine Bordeaux-Astorga.
Les vestiges archéologiques retrouvés à Salies et l’absence de pièces de monnaie démontrent que les potiers locaux privilégiaient le troc, le sel leur servant de monnaie d’échange. Des tessons de vases à sel ont été retrouvés sur une douzaine des sites des Pays de l'Adour : 
- Castillon d’Arthez ;
- Dax ;
- Gouts ;
- Saint-Sever ;
- Lalonquette ;
- Lescar ;
- Oloron ;
- Saint-Jean-le-Vieux ;
- Tarbes.

### Moyen-Âge
Au Moyen-Âge, une nouvelle méthode d’évaporation de l’eau de source salée voit le jour, par chauffage de la saumure dans des poêles à sel.
Une fois le sel bien sec, il était transporté en charrettes ou à dos d’ânes vers Pau, Bayonne, les Landes et au-delà, du côté de Foix et de Toulouse. Le cartulaire de Sorde-l'Abbaye, charte juridique rédigée en latin entre le Xe et le XIIIe siècle attestait des titres et privilèges accordés à l'Abbaye Saint-Jean de Sorde, aux confins du Béarn, du Pays Basque et de la Chalosse. Ce document mentionne la via Salinaria. 

### Révolution
En 1786, le Philippe-Frédéric de Dietrich, minéralogiste et homme politique, évoque le «transport continuel du sel de Salies à Ortès».

### Époque moderne
En 1842 une saline est construite, à l'emplacement du Pavillon Saley actuel.  Cette usine, basée sur la technique de production artisanale, cependant  détruite par un incendie en 1888. Une seconde saline est construite, au quartier du Herre.
En 1867, le maire de Salies-de-Béarn, Despaux-Faget fait construire la Crypte du Bayaà.
Ainsi, la simple voûte maçonnée de plein air des débuts est complétée par une crypte en pierre dure, à une époque où le tourisme thermal se développe en Béarn, sous l'impulsion de la colonie anglaise de Pau et de l'arrivée du chemin de fer.
Jean-Brice Coustalé de Larroque, médecin de l'empereur Napoléon contribue à la renommée des eaux salisiennes, qui attirent une clientèle aisée parisienne dans les thermes de la ville.
Au XXe siècle, il faut protéger l’activité thermale. Un système de pompage est donc installé pour faire monter l’eau à la surface. La crypte est alors condamnée, puis inondée sous la pression de l’eau. Et tous les quinze à vingt ans, on vidange. Les occasions de « plonger » dans le passé se font alors rares.
Le Cami Salié traverse Pau, et on y trouve le long de son parcours le Jaï-alaï de Pau, Zénith de Pau et l'Hippodrome du Pont-Long.
La voie n'était pas goudronnée jusqu'au début des années 60.
Il est renommé en boulevard Cami-Salié depuis le 22 mars 1966.

## Fonction
Si cette voie de communication était empruntée pour le passage du sel et la transhumance, elle a aussi pu servir de voie de communication pour la commercialisation de bien d'autres produits.
Le Cami Salié, en favorisant la circulation du sel de Salies-de-Béarn, produit nécessaire à la fabrication du fromage, est certainement lié au développement du pastoralisme transhumant pyrénéen.